# Uranopilita
La uranopilita és un mineral de la classe dels sulfats. Va ser descoberta l'any 1882 a Bohèmia (República Txeca), sent nomenada així per la seva composició d'URANi i del grec PILos ("feltre"), en al·lusió a la seva composició i hàbit.

## Característiques
Químicament és un uranil sulfat, sense cations addicionals, hidratat amb quantitats variables de molècules d'aigua en la seva fórmula, entre 12 i 14. La seva fórmula és (UO₂)₆(SO₄)O₂(OH)₆·14H₂O. Pot deshidratar-se a meta-uranopilita. Cristal·litza en el sistema monoclínic, trobant-se en forma d'incrustacions, així com en masses globulars o reniformes, o compostos d'agulles microscòpiques, allargades en [001] i aplanades a {010}. Pel seu contingut en urani ha de ser manipulada amb les corresponents precaucions. Pot ser extreta a les mines com a mena d'urani.
Segons la classificació de Nickel-Strunz, la uranopilita pertany a «07.EA: Uranil sulfats sense cations» juntament amb la metauranopilita i la jachymovita.

## Formació i jaciments
Es forma com a mineral secundari a partir de l'alteració per oxidació de sulfurs en presència d'uraninita en condicions d'acidesa, localment abundant. Pot tenir també una formació post-minera. Sol trobar-se associada a altres minerals com: uraninita, zippeïta, johannita, uranofana, soddyita, fourmarierita o guix.
Als territoris de parla catalana tan sols ha estat descrita a la mina Eureka (La Torre de Cabdella, Pallars Jussà).